# Station Ottignies

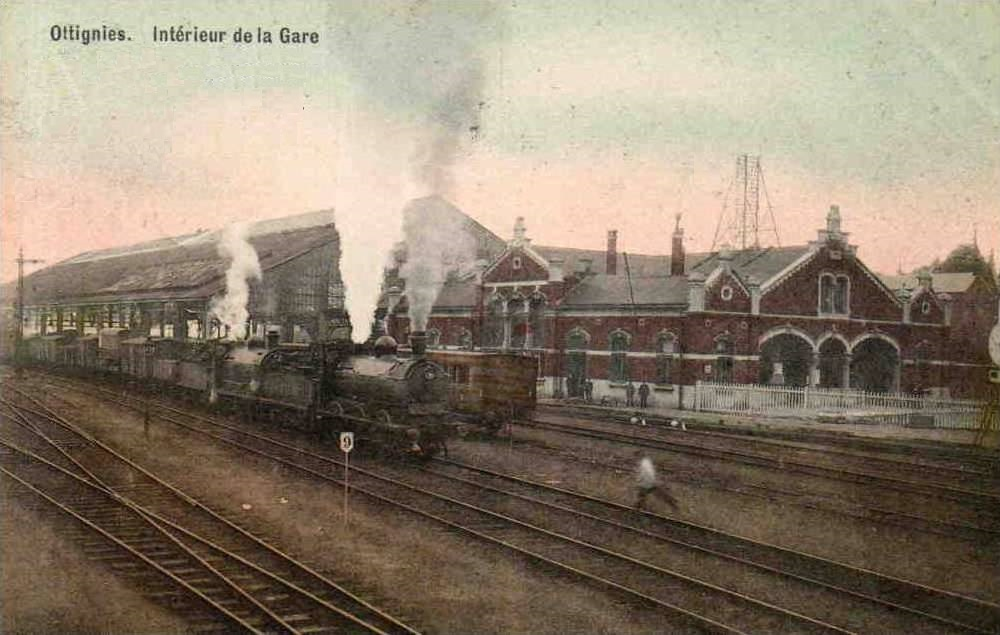
Het station in 1910

Station Ottignies is een spoorwegstation langs spoorlijn 161 (Brussel - Namen) in Ottignies, een deelgemeente van Ottignies-Louvain-la-Neuve.
Het station is een belangrijk spoorwegenknooppunt, en een voorbeeld van een wigstation. Het ligt langs spoorlijn 161 en aan de uiteinden van spoorlijn 139 (naar Leuven) en spoorlijn 140 (naar Marcinelle). Ten zuiden van Ottignies takt lijn 161D af naar station Louvain-la-Neuve.
Op 30 maart 2000 werd een nieuw stationsgebouw ingehuldigd. Het verving het oude stationsgebouw dat er al stond sinds 1884.
In 2023 was dit het drukste station van Wallonië voor Namen en Luik-Guillemins. In de Belgische rangschikking kwam het in 2023 op de zevende plaats. Het hoge aantal reizigers voor een gemeente met slechts 31.000 inwoners (zes maal minder dan Luik en vier maal minder dan Namen) is te verklaren door de aanwezigheid van de universiteitscampus in het nabijgelegen Louvain-la-Neuve en de goede verbindingen naar Brussel, Namen, Leuven en Charleroi die voor veel aanvoer van pendelaars zorgt.

## Treindienst
| Serie       | Treinsoort               | Route                                                                                        | Bijzonderheden |
| ----------- | ------------------------ | -------------------------------------------------------------------------------------------- | --- |
| IC 16       | Intercity (NMBS/CFL)     | Brussel-Zuid – Ottignies – Namen – Luxemburg                                                 | |
| IC 17       | Intercity (NMBS)         | Brussels Airport-Zaventem – Brussel-Luxemburg – Ottignies – Namen – Dinant                   | Rijdt in het weekend tussen Brussel-Zuid en Dinant. |
| IC 18       | Intercity (NMBS)         | [ Doornik – Aat – ] Brussel-Zuid – Ottignies – Namen – Luik-Guillemins – Luik-Sint-Lambertus | Rijdt alleen op werkdagen. Rijdt in de spits verder naar Doornik.                                                                                                  |
| L 6250      | L-trein (NMBS)           | Ottignies – Gembloers – Namen                                                                | |
| S 8         | GEN (NMBS)               | Zottegem – Brussel-Zuid – Brussel-Schuman – Ottignies – Louvain-la-Neuve                     | Rit naar Zottegem rijdt niet in het weekend. Een rit rijdt dagelijks tussen Brussel-Zuid - Ottignies. Een rit rijdt dagelijks tussen Ottignies - Louvain-la-Neuve. |
| S 20        | GEN (NMBS)               | Leuven – Waver – Ottignies                                                                   | |
| S 61        | S-trein Charleroi (NMBS) | Waver – Ottignies – Charleroi-Centraal – Jambes                                              | Rijdt in de week 2×/u tussen Jambes - Charleroi-Centraal. |
| P 7600/8600 | Piekuurtrein (NMBS)      | Rochefort-Jemelle – Namen – Ottignies – Brussel-Zuid                                         | Rijdt alleen op werkdagen. Een trein Brussel - Rochefort-Jemelle.                                                                                                  |
| P 7650/8650 | Piekuurtrein (NMBS)      | Namen – Gembloers – Ottignies                                                                | Rijdt alleen op werkdagen. |
| P 7750/8750 | Piekuurtrein (NMBS)      | [ Erquelinnes – ] / [ Ottignies – ] Charleroi-Centraal                                       | Rijdt alleen op werkdagen. |
| ICT 6905    | Toeristentrein (NMBS)    | Leuven – Bierges-Walibi – Ottignies                                                          | Rijdt tijdens de openingstijden van Walibi. |
| ICT 6960    | Toeristentrein (NMBS)    | Waver – Bierges-Walibi – Ottignies – Brussel-Zuid                                            | Rijdt tijdens de openingstijden van Walibi. Op werkdagen tot Ottignies.                                                                                            |
| ICT 6965    | Toeristentrein (NMBS)    | Waver – Bierges-Walibi – Ottignies                                                           | Rijdt tijdens de openingstijden van Walibi. Verder als L-trein naar Namen.                                                                                         |
| ICT 6985    | Toeristentrein (NMBS)    | Waver – Bierges-Walibi – Ottignies                                                           | Rijdt tijdens de openingstijden van Walibi. |

## Galerij

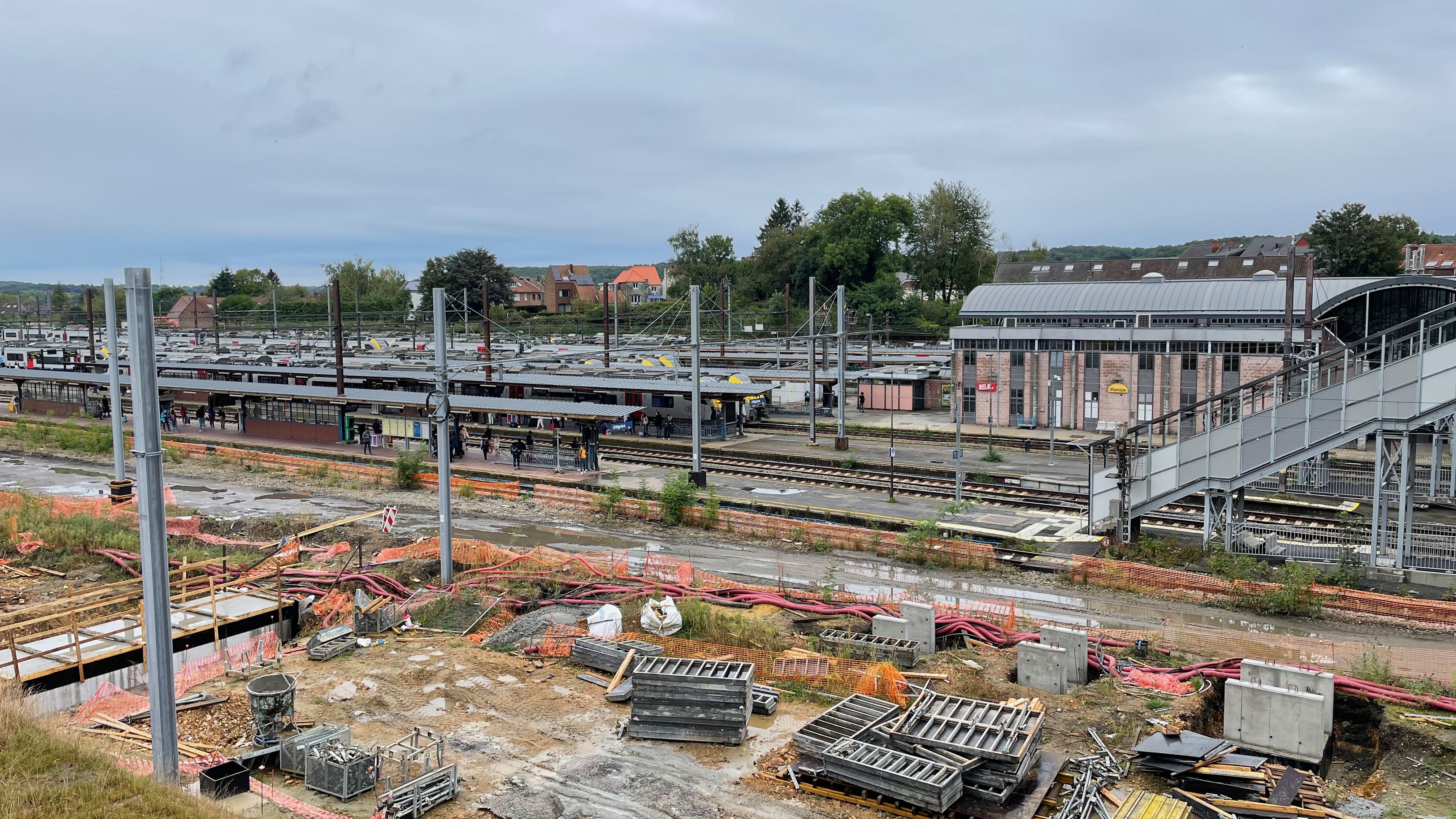
Het station van Ottignies
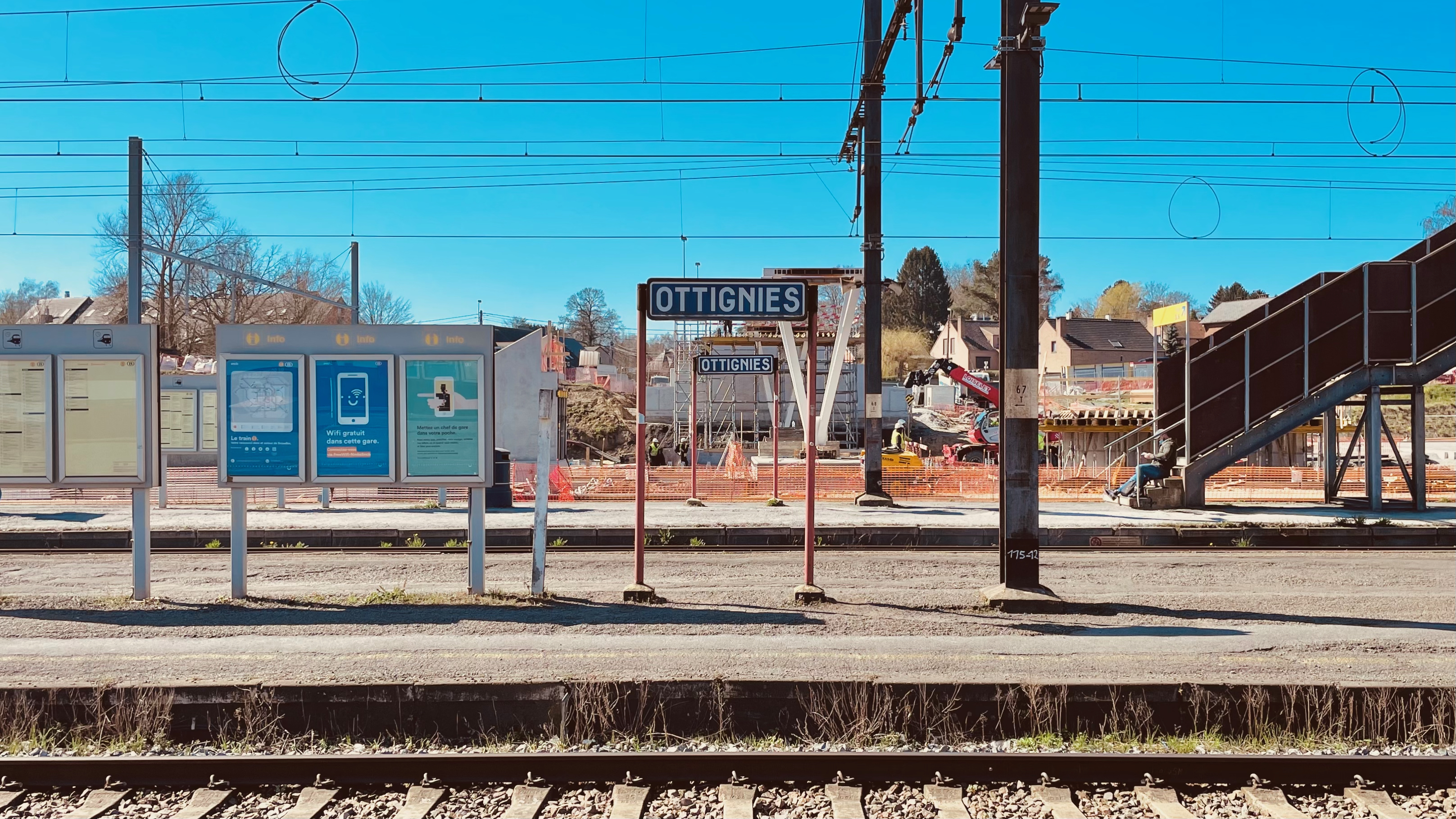
Plaatsnaambord
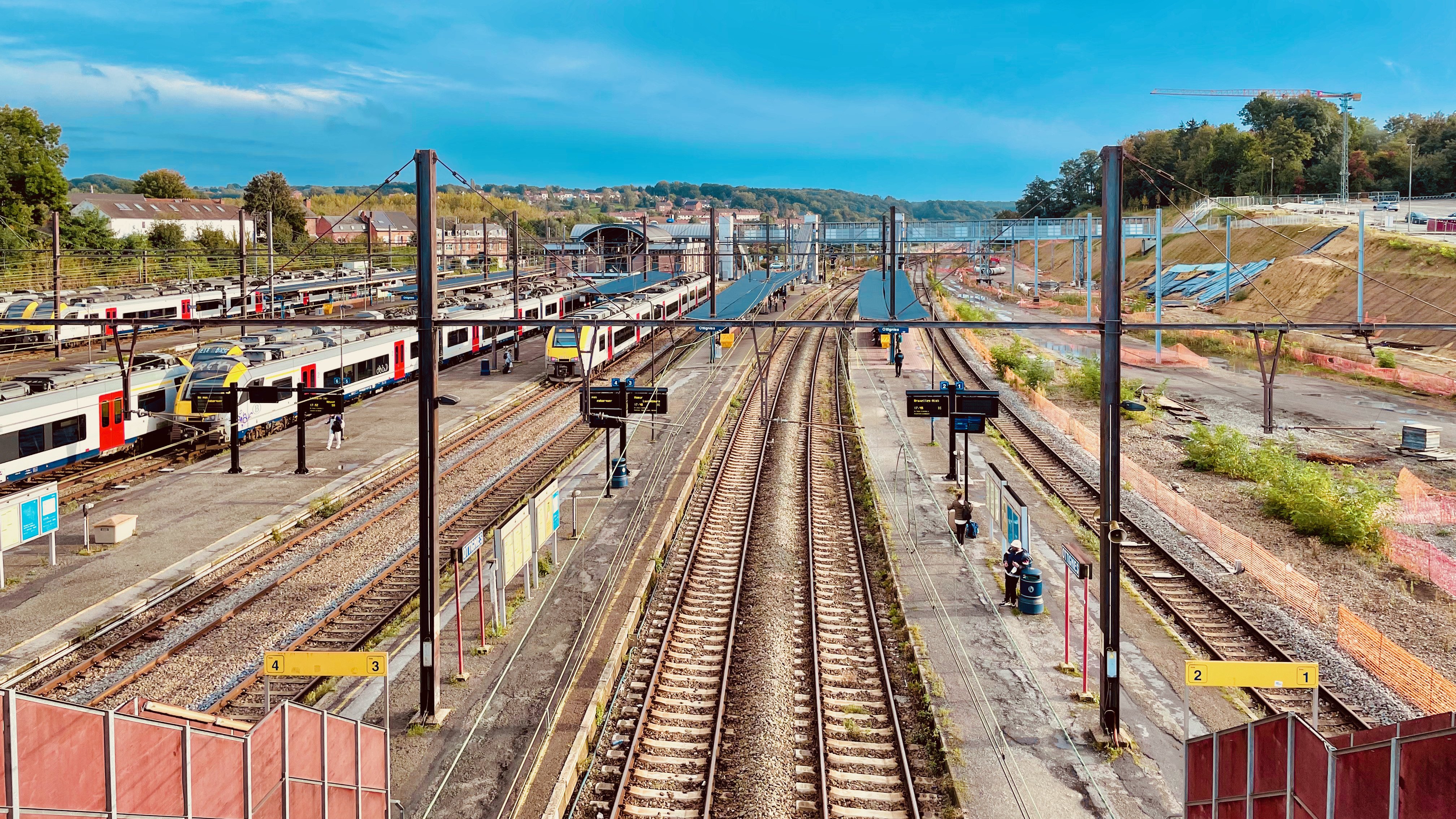
Zicht op het sporen

## Reizigerstellingen
De grafiek en tabel geven het gemiddeld aantal instappende reizigers weer op een week-, zater- en zondag.
| Tabel: aantal instappende reizigers station Ottignies | Tabel: aantal instappende reizigers station Ottignies | Tabel: aantal instappende reizigers station Ottignies | Tabel: aantal instappende reizigers station Ottignies |
|                                                       | Weekdag                                               | Zaterdag                                              | Zondag                                                |
| ----------------------------------------------------- | ----------------------------------------------------- | ----------------------------------------------------- | ----------------------------------------------------- |
| 1977                                                  | 12 043                                                | 3 013                                                 | 2 993                                                 |
| 1978                                                  | 12 677                                                | 3 283                                                 | 2 749                                                 |
| 1979                                                  | 13 031                                                | 3 390                                                 | 3 530                                                 |
| 1980                                                  | 13 421                                                | 2 882                                                 | 3 238                                                 |
| 1981                                                  | 12 849                                                | 2 556                                                 | 3 156                                                 |
| 1982                                                  | 13 382                                                | 2 527                                                 | 3 030                                                 |
| 1983                                                  | 12 938                                                | 2 206                                                 | 2 962                                                 |
| 1984                                                  | 13 187                                                | 3 427                                                 | 3 546                                                 |
| 1985                                                  | 12 129                                                | 3 583                                                 | 4 175                                                 |
| 1986                                                  | 15 626                                                | 3 427                                                 | 3 843                                                 |
| 1987                                                  | 12 127                                                | 2 663                                                 | 4 342                                                 |
| 1988                                                  | 12 990                                                | 3 028                                                 | 3 771                                                 |
| 1989                                                  | 14 417                                                | 3 416                                                 | 4 257                                                 |
| 1990                                                  | 12 803                                                | 3 480                                                 | 4 825                                                 |
| 1991                                                  | 15 533                                                | 3 606                                                 | 4 581                                                 |
| 1992                                                  | 15 213                                                | 4 250                                                 | 4 853                                                 |
| 1993                                                  | 14 025                                                | 3 507                                                 | 4 491                                                 |
| 1994                                                  | 16 596                                                | 3 779                                                 | 4 273                                                 |
| 1995                                                  | 16 175                                                | 3 991                                                 | 3 957                                                 |
| 1996                                                  | 13 504                                                | 3 795                                                 | 2 971                                                 |
| 1997                                                  | 15 052                                                | 4 242                                                 | 4 812                                                 |
| 1998                                                  | 15 710                                                | 3 884                                                 | 5 506                                                 |
| 1999                                                  | 15 936                                                | 4 002                                                 | 3 802                                                 |
| 2000                                                  | 15 232                                                | 5 167                                                 | 5 926                                                 |
| 2001                                                  | 11 529                                                | 5 348                                                 | 4 382                                                 |
| 2002                                                  | 15 069                                                | 5 360                                                 | 5 701                                                 |
| 2003                                                  | 13 836                                                | 4 798                                                 | 4 502                                                 |
| 2004                                                  | 15 796                                                | 4 702                                                 | 4 821                                                 |
| 2005                                                  | 18 451                                                | 7 872                                                 | 8 004                                                 |
| 2006                                                  | 20 370                                                | 6 686                                                 | 7 363                                                 |
| 2007                                                  | 20 825                                                | 7 206                                                 | 7 563                                                 |
| 2008                                                  | -                                                     | -                                                     | -                                                     |
| 2009                                                  | 22 162                                                | 6 225                                                 | 8 019                                                 |
| 2010                                                  | -                                                     | -                                                     | -                                                     |
| 2011                                                  | -                                                     | -                                                     | -                                                     |
| 2012                                                  | 17 240                                                | 7 270                                                 | 7 641                                                 |
| 2013                                                  | 21 979                                                | 7 532                                                 | 6 302                                                 |
| 2014                                                  | 17 753                                                | 8 082                                                 | 7 857                                                 |
| 2015                                                  | 21 598                                                | 9 345                                                 | 8 673                                                 |
| 2016                                                  | 20 472                                                | 7 193                                                 | 6 678                                                 |
| 2017                                                  | 22 567                                                | 8 196                                                 | 8 857                                                 |
| 2018                                                  | 20 152                                                | 8 647                                                 | 8 326                                                 |
| 2019                                                  | 23 508                                                | 9 202                                                 | 8 424                                                 |
| 2020                                                  | 19 789                                                | 8 579                                                 | 8 060                                                 |
| 2021                                                  | -                                                     | -                                                     | -                                                     |
| 2022                                                  | 18 377                                                | 9 161                                                 | 8 641                                                 |
| 2023                                                  | 21 977                                                | 8 530                                                 | 8 941                                                 |
| 2024                                                  | 21 123                                                | 8 719                                                 | 9 181                                                 |

0,0: Leuven ·
3,0: Heverlee ·
8,4: Oud-Heverlee ·
10,8: Zoetwater ·
12,0: Sint-Joris-Weert ·
14,5: Pécrot ·
16,9: Florival ·
18,0: Eerken ·
20,0: Gastuche ·
21,9: Basse-Wavre ·
24,0: Wavre ·
25,1: Bierges-Walibi ·
26,8: Limal ·
29,0: Ottignies
0,0: Ottignies ·
2,1: Céroux-Mousty ·
3,0: Court-Saint-Étienne ·
7,3: Faux ·
8,5: La Roche ·
12,0: Villers-la-Ville ·
13,4: Strichon ·
15,6: Tilly ·
17,5: Marbisoux ·
19,0: Marbais ·
21,1: Ligny ·
24,0: Fleurus ·
26,2: Wangenies ·
28,9: Ransart ·
31,0: Bois-Noël ·
32,1: Lodelinsart ·
33,4: La Planche ·
34,8: Dampremy ·
35: Dampremy-Charbonnage ·
36,0: Marcinelle
0,0: Schaarbeek ·
3,5: Koninklijke-Sint-Mariastraat ·
4,4: Rogierstraat ·
5,1: Leuvensesteenweg ·
5,8: Brussel-Schuman ·
6,1: Wetstraat ·
7,0: Brussel-Luxemburg ·
8,0: Mouterij ·
8,9: Etterbeek ·
10,1: Watermaal ·
12,0: Bosvoorde ·
13,9: Zoniënwoud ·
17,0: Groenendaal ·
18,9: Hoeilaart ·
20,0: Bakenbos ·
22,0: Terhulpen ·
23,2: Genval ·
25,2: Rixensart ·
27,7: Profondsart ·
29,0: Le Buston ·
30,0: Ottignies ·
36,0: Mont-Saint-Guibert ·
38,0: Blanmont ·
40,0: Chastre ·
41,9: Ernage ·
45,0: Gembloers ·
47,6: Lonzée ·
50,9: Beuzet ·
53,0: Saint-Denis-Bovesse ·
56,0: Rhisnes ·
62,0: Namen